# Cleo Balbo
Cleo Balbo, pseudonimo di Clementina Balbo (Torino, 13 aprile 1919 – Torino, 19 maggio 1984), è stata una schermitrice e mezzofondista italiana, ex detentrice del record nazionale degli 800 metri piani e in seguito vincitrice di una medaglia di bronzo ai Campionati mondiali di scherma.

## Biografia
Cleo Balbo, il cui vero nome era Clementina, si avvia allo sport con l'atletica leggera, tesserandosi per il Dopo Lavoro della Venchi Unica di Torino. Nel 1935 fa parte della staffetta 3x800 che con il tempo di 8:09:6 stabilirà il nuovo record italiano sulla distanza. Nel 1937 con le compagne di squadra Leandrina Bulzacchi e Candida Giorda-Cecchetti stabilirà il record mondiale con il tempo di 7:32. Nel 1938 vincerà il titolo italiano degli 800 metri e, successivamente, stabilirà il record italiano con il tempo di 2'25"2.
Si ritirerà dall'atletica nel 1940, anno in cui comincerà a praticare la scherma.
Sarà una valente schermitrice, tanto da guadagnarsi la convocazione nella nazionale italiana per il Campionato mondiale di scherma 1947, in cui vince il bronzo nel fioretto a squadre.
Cleo Balbo fu anche una apprezzata scrittrice, nel 1964 la sua raccolta di poesie "Minny" vinse l'11 Premio Torino per la letteratura.
Morì nella sua casa di Torino dopo una breve malattia il 19 maggio 1984.
Visse per un lungo periodo della sua vita a Trofarello, in provincia di Torino, ed il comune nel 1986 le dedicò una via.

## Palmarès
In carriera ha ottenuto i seguenti risultati:

### Mondiali
Individuale
A squadre
- Bronzo nel fioretto a Lisbona 1947